# Grace Mukomberanwa
Grace Mukomberanwa (sinh năm 1944) là một nhà điêu khắc người Zimbabwe.
Mukomberanwa là một nhà điêu khắc đá xà phòng thế hệ đầu tiên của nghệ thuật Shona. Bà là vợ của nghệ sĩ nổi tiếng thế hệ đầu tiên Nicholas Mukomberanwa. Cả hai đều được đào tạo về điêu khắc đá xà phòng và sau đó đào tạo con cái của họ trong cùng một nghề. Bà là một trong những nhà điêu khắc nữ hàng đầu ở Zimbabwe. Tác phẩm của cô đã được trưng bày trong các phòng trưng bày trên khắp thế giới.
Bà là thành viên của gia đình Mukomberanwa, là những nhà điêu khắc nổi tiếng. Mukomberanwa là vợ của Nicholas Mukomberanwa. Bà là mẹ của các con trai Anderson, Lawrence Mukomberanwa, Tendai, Taguma, con gái Netsai và Ennica Mukomberanwa, và là dì của Nesbert Mukomberanwa, tất cả đều là nhà điêu khắc.